# Cuzcurrita de Río Tirón
Cuzcurrita de Río Tirón är en kommun i Spanien. Den ligger i den autonoma regionen La Rioja i norra delen av landet, 240 km nordost om huvudstaden Madrid. Antalet invånare är 549 (2024). Arean är 19,19 kvadratkilometer.